# Fürstliche Kammer

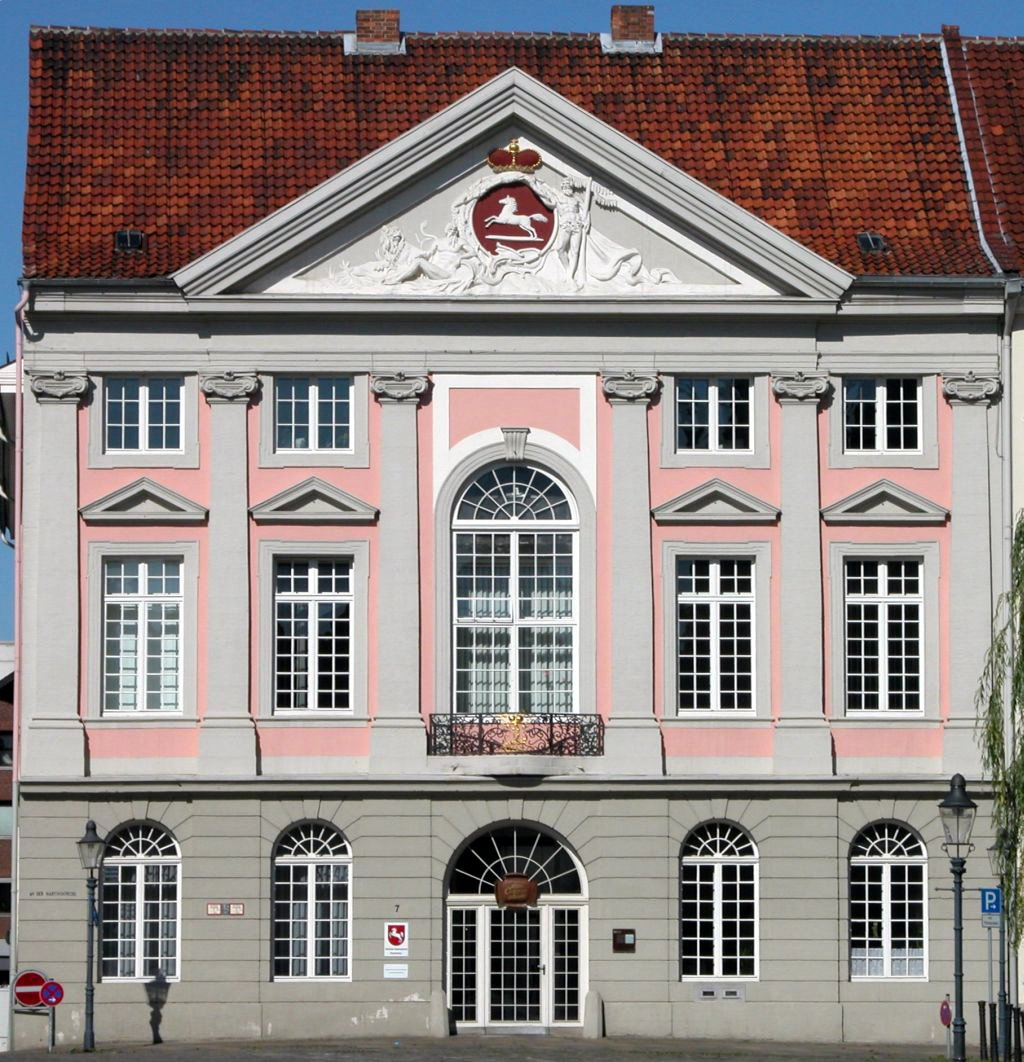
Fürstliche Kammer in Braunschweig

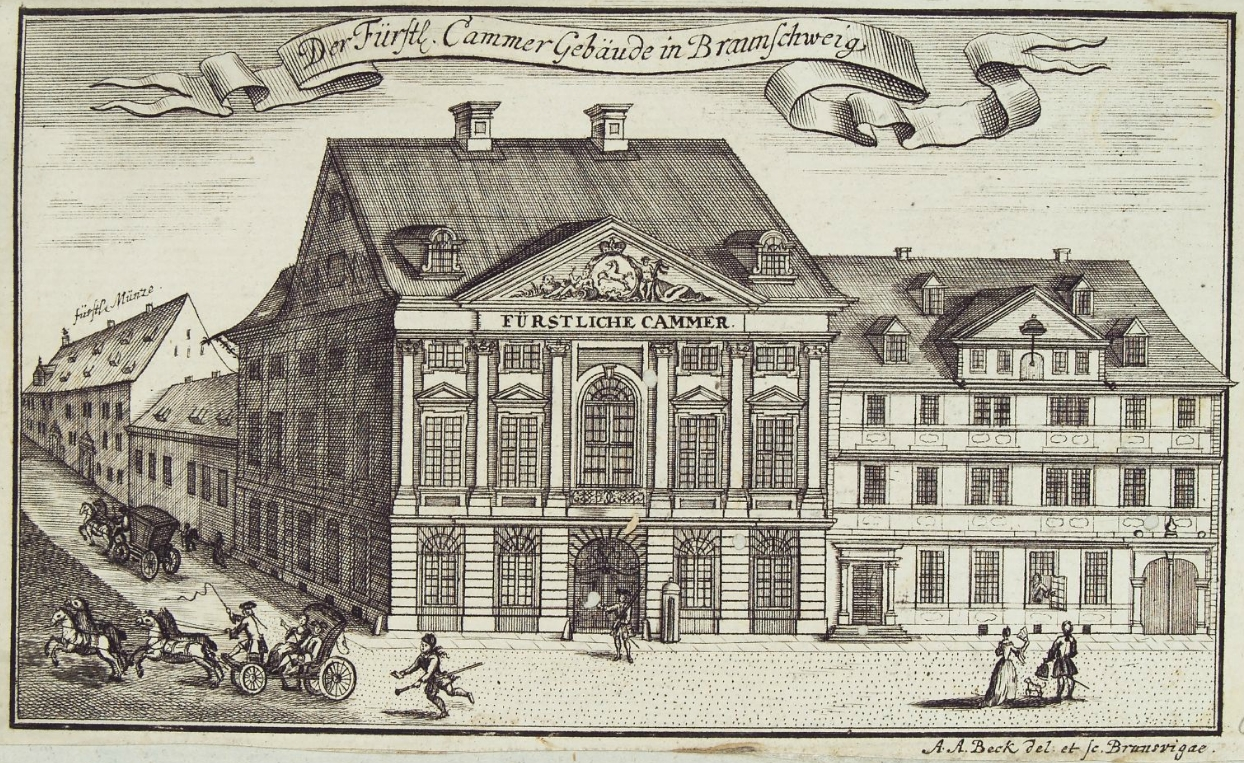
Die Fürstliche Kammer nach A. A. Beck, 18. Jahrhundert

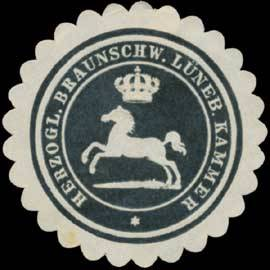
Siegelmarke der Kammer

Die Fürstliche Kammer in Braunschweig wurde 1764 vom Architekten Ernst Wilhelm Horn (1732–1812) errichtet und diente der Verwaltung der Fürstlichen Kammer sowie der Finanzverwaltung unter Herzog Karl I. (1713–1780). Das Gebäude befindet sich An der Martinikirche 7. Heute ist hier das Staatliche Baumanagement Braunschweig beherbergt. Früher war auch die Bezeichnung Herzogliche Kammer üblich.

## Gebäude
Die Fürstliche Kammer wurde an Stelle des mittelalterlichen Turnierhauses errichtet. Die Fürstliche Kammer bestand aus drei Abteilungen. Diese Abteilungen waren zuständig für die Domänen, die Forste und die Bergwerke. Außerdem befand sich im Gebäude auch die herzogliche Baudirektion sowie die Berg- und Hüttenbibliothek und die Bibliothek der Baudirektion. Die Schaufront entstand vor dem Bau des benachbarten Landschaftlichen Hauses. Über einem gequaderten Erdgeschoss gliedern flache Wandpfeiler das fünfachsige Gebäude. Drei vortretende Mittelachsen werden von einem Dreiecksgiebel gekrönt. Auf dem Giebel ist das herzogliche Wappen mit springendem Welfenross zu sehen, daneben Neptun und der Wilde Mann als Symbole für den Welthandel der Stadt Braunschweig (Neptun) und das Durchsetzungsvermögen (Wilder Mann).
Von 1771 bis 1772 erfolgte die Errichtung eines Erweiterungsbaus, mit dem eine Verbindung zum westlich gelegenen Haus von der Heyde geschaffen wurde. Die im Zweiten Weltkrieg 1944 beschädigte Fassade wurde von 1948 bis 1959 rekonstruiert und inzwischen nochmals renoviert.

## Literatur

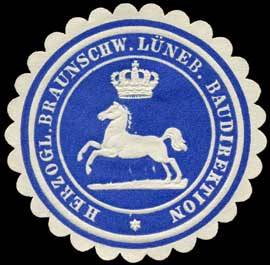
Siegelmarke der Baudirektion